# 4902 Thessandrus
A 4902 Thessandrus (ideiglenes jelöléssel 1989 AN2) egy kisbolygó a Naprendszerben. Carolyn Shoemaker fedezte fel 1989. január 9-én.